# Антропологија
Антропологија (грч. άνθρωπος - човек), наука о људској врсти,  наука која проучава људске сличности и различитости, укључујући и порекло људи, њихове обичаје, веровања и друге друштвене и културне форме. Антропологија је збирни назив за дисциплине које проучавају људска бића из биолошке, друштвене и лингвистичке перспективе. Антропологија је холистичка наука у два смисла: увек се бави целим човечанством, и са свим димензијама човечанства. Једна од главних карактеристика која је традиционално одвојила антропологију од осталих хуманистичких дисциплина је њена значајна улога у поређењу различитих култура. Међутим, ова карактеристика је данас оспорена, јер се антрополошке методе све више примењују на истраживање појединачних друштава и група. Стога је основни циљ антропологије дубинско разумевање културе, друштва и људског понашања помоћу детаљних студија локалног живота и компаративних анализа.
Дели се на: физичку антропологију, која се бави биолошком еволуцијом и адаптацијом људских бића на различита окружења; на социо-културну антропологију, која се бави друштвом и културом, односно различитим културама, језицима и обичајима; лингвистичку антропологију која проучава на који начин језик утиче на друштвени живот и археологију која проучава људске културе у прошлости користећи физичке доказе.
Битна имена светске антропологије су Адолф Бастијан, Алфред Кребер, Бронислав Малиновски, Чарлс Дарвин, Едвард Тејлор, Емил Диркем, Франц Боас, Фридрих Рацел, Јован Цвијић, Клифорд Герц, Клод Леви-Строс, Луис Морган, Маргарет Мид, Марсел Мос, Едвард Еванс-Причард, Мери Даглас, Рут Бенедикт, Сигмунд Фројд, Валтазар Богишић, Жорж Баландије, као и многи други.

## Историја антропологије

### XVI - XIX век
Назив антропологија („наука о човеку”) потиче из грчког језика комбинацијом речи ánthrōpos (грч. ἄνθρωπος, „човек”) и lógos (грч. λόγος, „наука”). Јавља се крајем 16. века, указујући на заинтересованост западноевропских писаца, трговаца, истраживача и путника који су насељавали удаљене делове света. Као научна дисциплина, антропологија се етаблирала крајем 19. века, одвајајући се од сродних дисциплина као што су историја, филозофија и социологија. У том периоду, антропологија почиње да се изучава као посебна академска област на универзитетима.
Године 1647. Томас и Каспар Бартолин (Thomas Bartholin, Caspar Bartholin), оснивачи Универзитета у Копенхагену, су дефинисали антропологију на следећи начин:
„Антропологија, то јест наука која проучава човека, подељена је, са разлогом, на анатомију, која разматра тело и његове делове, и психологију која говори о души.“
Спорадичне употребе термина су настале накнадно како би се означила природна историја човека или палеонтологија која је заснована на компаративној анатомији. Убрзо су формиране разне антрополошке организације које су биле кратког трајања. Етнолошко друштво у Паризу је формирано 1839. године и чланови су углавном били активисти који су се борили против ропства. Када је ропство укинуто у Француској 1848. године, Етнолошко друштво је затворено. У међувремену, Етнолошко друштво Њујорка, данас познато као Америчко етнолошко друштво, основано је 1842. године као и Етнолошко друштво Лондона 1843. године. Антрополози 19. века су претежно били либерали, активисти за људска права и борили су се против ропства.
Рани развој антропологије као у науке у другој половини 19. века је био конципиран на идејама просветитељства. У складу са просветитељском доктрином да историја човечанства представља јединствен процес напретка знања и разума, прве теорије у антропологији су се ослањале на модерне идеје еволуционизма. Након објављеног дела „О пореклу врста” Чарлса Дарвина (Charles Darwin), многи друштвени научници су настојали да примене ову теорију у друштвене науке. Паул Брока (Paul Broca), француски неурохирург, је користећи се еволуционистичким идејама, настојао да открије разлику између човека и осталих животиња на основу патологије говора и тако успостави биолошку антропологију. Следећи Брокине идеје, Теодор Вејтс (Theodor Waitz), немачки филозоф и специјалиста за психологију је настојао да те идеје примени на људска друштва. Његово шестотомно дело Die Anthropologie der Naturvölker, 1859–1864 је касније преведено као Антропологија примитивних народа. Вејтс је дефинисао антропологију као „науку о природи човека“. У основи његове теорије се претпоставља да су животињске врсте и људи исти и да су исти закони природе применљиви на све људе. Године 1863. многи научници су напустили Етнолошко друштво Лондона како би оформили Антрополошко друштво Лондона које ће пратити пут нове еволуционистичке антропологије. То је било друго друштво посвећено општој антропологији. Међу првим сарадницима су били и млади Едвард Тајлор (Еdward Tylor), оснивач културне антропологије и његов брат Алфред Тајлор (Alfred Tylor), геолог. Едвард Тајлор је себе називао етнологом, касније антропологом. Убрзо су следиле сличне организације и у другим земљама:Антрополошко друштво у Мадриду (1865), Америчко антрополошко удружење (1902), Антрополошко друштво у Бечу (1870), Италијанско друштво за антропологију и етнологију (1871) итд. Већина антрополошких теоретичара су били еволуционисти и тврдили су да је развој човечанства унапред одређено кретање од примитивних ка напреднијим типовима људи и култура. Разлике међу културама су тумачене у складу са развојним нивоом које су досегле на еволуционој лествици. То је значило да „примитивне културе”, попут Абориџина и Бушмана, према овом тумачењу, нису досегле одговарајуће фазе развоја човечанства јер се њихово друштво заснива на сродству или тотемистичкој религији што није принцип општег цивилизацијског развоја. Једини изузетак у антрополошким организацијама је било Берлинско друштво за антропологију, етнологију и праисторију (1869) које је основао Рудолф Вирхов (Rudolph Virchow), познат по својим нападима на еволуционисте. Иако није био религиозан, тврдио је да Дарвиновим закључцима недостаје емпиријска основа. Током последње три деценије 19. века, дошло је до ширења независних антрополошких друштава која су најчешће објављивала сопствене часописе. Значајни теоретичари тога доба су припадали овим организацијама и подржали су постепено увођење антропологије у главне институције високог образовања. До 1898. године, Америчка асоцијација за унапређивање науке је објавила да је 48 образовних институција у 13 земаља укључило антропологију у наставни план. У том периоду, захваљујући научницима као што су Едвард Тајлор и Франц Боас, антропологија почиње да се изучава као посебна академска област на универзитетима.
Еволуционистичка начела, заснована на крутим детерминистичким принципима и тврдњама о расним разликама, су убрзо доживела бројне критике. Велика промена парадигме која се догодила у првим деценијама 20. века довела је до напуштања еволуционизма као интерпретативног оквира.

### XX век
Ова оскудна статистика је проширена у 20. веку када је основано више хиљада антрополошких одељења у већини светских високошколских установа.
У САД, Франц Боас, са развојем културне антропологије, је указао да различитост култура није заснована на раси и да не постоје разлике у интелектуалним капацитетима различитих типова људи. Овај приступ је познат као културни релативизам и имао је велики утицај на многе светске антропологе. У основи културног релативизма стоји да културне различитости детерминишу варијације у развоју људских заједница. Ова школа мишљења је базирана на уверењу да се „културе формирају у међусобним контактима, процесима размене и кретањима становништва, што имплицира да је свака појединачна култура детерминисана специфичним историјским и географским условима”. Културна антропологија, поред културног релативизма, посебно наглашава холизам и културну критику. Ове идеје су посебно изражене у Боасовим аргументима против расне идеологије 19. века, преко заговарања Маргарет Мид за родну равноправност и сексуално ослобођење, до актуелних критика постколонијалног угњетавања и промоције мултикултурализма.
У Великој Британији су најутицајније биле идеје Бронислава Малиновског и Алфред Ретклиф-Брауна. Британска традиција је развила социјалну антропологију која се од других друштвених наука разликује по томе што ставља нагласак на међукултурну компарацију, дугорочна и дубинска истраживања друштвеног контекста који се открива методом посматрања са учествовањем. Социјални британски антрополози су тврдили да веровања, обичаји, институције и друге друштвене праксе могу бити објашњени и разумевани само уколико се узме у обзир контекст у којем се употребљавају. Овај приступ се у британској антрополошкој традицији утемељио као функционалистички приступ. Малиновски је тврдио да свака културна институција, друштвени процес и друштвене праксе произилазе из примарне функције задовољавања примарних биолошких потреба људи. Највећи допринос социјалне антропологије је метод посматрања са учествовањем. Овај метод подразумева утемељен етнографски рад на терену, односно дугорочни боравак у проучаваној заједници, детаљно описивање и интерпретирање друштвене стварности. У свом класичном облику, метод посматрања са учествовањем представља једног самосталног истраживача који проводи дужи временски период у групи коју жели да проучава. Од истраживача се захтева да учествује у њиховим свакодневним пословима да би што целовитије схватио њихова културна значења и друштвену структуру. Инсистирање на одлазак у земље проучаваних, који подразумева суживот са њима, дељење свакодневице а потом бележење информација у етнографски дневник који ће касније да изроди антрополошку анализу је нешто што је уздрмало антрополошку методологију тридесетих година 20. века и започело „етнографску револуцију”. Овај модел етнографског рада на терену и данас представља идеал у антрополошким истраживањима.
Шездесетих година 20. века у друштвеним наукама је утемељена нова теорија која инсистира на постојању друштвених структура у свакој људској заједници на основу којих је могуће извршити анализу постојећих културних обичаја, веровања, ритуала и институција. Под утицајем структуралне лингвистике Фердинанда де Сосира, марксизма и психоанализе, Клод Леви Строс је засновао теорију структурализма која је извршила велики утицај и на касније постмодернистичке идеје. Ова теорија наглашава форму у односу на садржај, а структуре које постоје у језику (фонолошке, морфолошке, синтаксичке), могу се аналогно применити и на културне форме, попут сродства или митологије. Од седамдесетих година 20. века, под утицајем постструктуралистичких покрета у лингвистици, херменеутици и теорији књижевности у антропологији су успостављене популарне постмодернистичке идеје Клифорда Герца. Герц је интерпретативни антрополог који је увео „антрополошку револуцију” у писању етнографија, најављујући рефлексивност и критику репрезентативности културе проблематизујући положај антрополога у односу на заједницу коју проучава.

## Области проучавања
Антропологија је усмерена ка производњи знања о постојећим културним различитостима што значи да предмети истраживања могу бити економија, политика, религијска уверења, систем сродства, кастински систем, обичаји исхране, ритуални обичаји у земљама као што су Индија, Амазонија, Индонезија али и у савременим друштвима Европе, Америке или Азије. Основни циљ је неговање културне разноликости, разумевање сличности али и културолошке разлике. Као глобална дисциплина, антропологија у својим теоријским приступима комбинује сазнања из хуманистичких, друштвених и природних наука. Антропологија се надовезује на знање из природних наука, на открића о настанку и еволуцији Хомо сапиенса, људском понашању и варијацијама међу различитим групама људи и на који начин је еволуцијска прошлост Хомо сапиенса утицала на садашњу друштвену организацију и културу. Антропологија се такође надовезује и на открића из друштвених наука о организацији људских, друштвених и културних односа, институција, друштвених сукоба итд. Рана антропологија је настала у класичној Грчкој и Персији и тежила је ка разумевању културне разноликости (културног диверзитета). Као таква, антропологија је била кључна у развоју неколико нових интердисциплинарних области крајем 20. века као што су когнитивна наука, студије глобализације и разне етничке студије.
Од својих почетака у деветнаестом веку, антропологија је била упућена на многе научне дисциплине, тако да је интердисциплинарност карактеристика која дефинише антропологију. Неки од првих значајних антрополога су били правници (Луис Морган), лекари (Адолф Бастијан), физичари (Боас), семитисти, класичари (Фрејзер) или психолози (Риверс).

## Подела антропологије
Приликом употребе појма антропологија често се наилази на терминолошке нејасноће. У француској и немачкој научној традицији за науку која се бави културним разликама и културним сличностима различитих народа употребљавао се термин етнологија. Овај термин је и даље присутан у научним традицијама континенталне Европе а у Србији је овај термин коришћен као једини назив. У британској научној традицији, социјална антропологија је доминирала, док је у Сједињеним Америчким Државама антропологија традиционално подељена на четири области: биолошку или физичку антропологију; социјалну или културну антропологију, археологију и лингвистичку антропологију. Иако се и данас користе сви ови термини, крајем 20. века у деловима света који су били под јаким утицајем европске традиције, све више се примењује социо-културна антропологија као научна парадигма која је применљива на све области друштвеног живота. Током седамдесетих и деведесетих година 20. века дошло је до епистемолошког одмака од позитивистичких традиција које су у великој мери одређивале антропологију као дисциплину. Током ових промена, трајна питања о природи и производњи знања су заузела централно место у културној и социјалној антропологији. Насупрот томе, археологија и биолошка антропологија су остале углавном позитивистичке. Због ове разлике у епистемологији, четири подобласти антропологије нису биле кохезивне током последњих неколико деценија.

### Физичка антропологија
Физичка антропологија проучава приматологију, односно понашање примата, људску еволуцију и популацијску генетику. Физичка антропологија се, такође, понекад зове биолошка антропологија. Она испитује факторе који су утицали на еволуцију људи и других примата и који генеришу, одржавају или мењају савремене генетичке и физиолошке варијације.

### Културна антропологија
Културна антропологија је позната и као социјална антропологија (претежно у Великој Британији) или социо-културна антропологија. Области истраживања које обухвата културна антропологија су многобројне. Између осталог, она обухвата социјалне мреже, дифузију, друштвено понашање, сродничке обрасце, закон, политику, идеологију, религију, веровање, обрасце производње и конзумирања, размену, социјализацију, пол, као и друге изразе културе, стављајући снажан акценат на важност рада на терену, тј. живљења унутар друштвене групе која се проучава током дужег временског периода.
Социокултурна антропологија повезује принципе културне и социјалне антропологије. Културна антропологија је компаративна наука која се бави начином на који људи схватају свет око себе, док социјална антропологија проучава однос појединца и групе. Културна антропологија се више односи на филозофију, књижевност и уметност (на који начин култура утиче на искуство) доприносећи потпунијем разумевању људског знања, обичаја и институција, док је социјална антропологија више повезана са социологијом и историјом. Стога, она доприноси разумевању друштвених структура и других популација (као што су мањине, подгрупе, дисиденти итд). Нема велике разлике између културне и социјалне антропологије. Испитивање у социокултурној антропологији је делимично вођено културолошким релативизмом. Прихватање других култура у њиховом сопственом контексту умањује редукционизам у међукултурном поређењу. Овај принцип се често примењује и у области етнографије. Етнографија се може односити и на методологију и на производ етнографског истраживања тј. на етнографску монографију. Као методологија, етнографија се заснива на дугорочном теренском раду у заједници или на неком другом истраживачком месту. Посматрање са учествовањем је један од основних метода социјалне и културне антропологије. У фокусу социо-културне антропологије је и проучавање сродства и друштвене организације јер сродство представља људску универзалију која се може наћи у сваком друштву. Социокултурна антропологија обухвата и економску и политичку организацију, право, обрасце потрошње и размену, материјалну културу, технологију, инфраструктуру, родне односе, етничку припадност, одрастање и социјализацију, религију, мит, симболе, вредности, поглед на свет, спорт, музику, исхрану, рекреацију, игре и храну.

### Лингвистичка антропологија
Лингвистичка антропологија проучава временске и просторне варијације у језику, друштвене употребе језика и однос између језика и културе. То је грана антропологије која примењује лингвистичке методе у антрополошке теорије повезујући лингвистичку анализу и интерпретацију социокултурних процеса. Лингвистички антрополози често комбинују социолингвистику, прагматику, когнитивну лингвистику, семиотику, анализу дискурса и наративну анализу. Лингвистичка антропологија не би требало да се меша са антрополошком лингвистиком. Најпознатији представник лингвистичке антропологије је Клод Леви-Строс.

### Археологија
Археологија проучава материјалну оставштину људских друштава. Генерално, археологија се често сматра одвојеном (мада повезаном) облашћу, иако је она у блиској вези са антрополошком облашћу материјалне културе, која се бави физичким предметима створеним или употребљаваним од стране живуће или прошле друштвене групе, као средствима разумевања њених културних вредности.

## Социо-културна антропологија: теме
Крајем 20. века, у оквиру социо-културне антропологије или културне антропологије развиле су се разне области антрополошког проучавања. Под утицајем постмодернистичких идеја, антрополошка наука је проширила своје предмете проучавања. Поред традиционалних друштава, антрополози се усмеравају и на појаве које су настале процесима глобализације. У оквиру социо-културне антропологије утемељиле су се следеће под-области:
- Економска антропологија
- Политичка антропологија
- Примењена антропологија
- Урбана антропологија
- Антропологија материјалне културе
- Антропологија права
- Антропологија религије
- Визуелна антропологија
- Медицинска антропологија
- Антропологија рода и сродства
- Феминистичка антропологија
- Когнитивна антропологија
- Антропологија уметности или музеологија
- Књижевна антропологија
- Антропологија медија
- Антропологија музике или етномузикологија
- Антропологија света
- Антропологија мултикултурализма
- Антропологија старости
- Антропологија ислама
- Антропологија емоција

## Антропологија у Србији
Српска антропологија је дуго година на универзитету изучавана под називом етнологија која је у великој мери била под утицајем романтизма и антропогеографске школе Јована Цвијића. Тек од седамдесетих година 20. века, антропологија се проучава у оквиру Катедре за социологију Филозофског факултета у Београду ослањајући се на интерпретације марксизма. У оквиру изучавању етнологије до седамдесетих година су се проучавали проблеми материјалне културе, етничких процеса, изучавање обичаја, веровања и наслеђа у контексту руралне традицијске културе. Касније долази до постепене примене антрополошких теорија, пре свега структуралистичких и структурално-функционалистичких метода на значајне друштвене феномене. Даља примена савремених антрополошких тема као што су урбана антропологија, политичка антропологија, економска антропологија, антропологија рода и сродства, антропологија религије полако се етаблирала у наставни програм Филозофског факултета Универзитета у Београду. Од 1990. године, ова наука се изучава под називом етнологија-антропологија и под њеним окриљем су се развијали огранци Института етнологије и антропологије. Антрополошким и етнолошким темама се баве и Етнографски музеј у Београду, Етнографски институт САНУ, Балканолошки институт САНУ, Етнолошко-антрополошко друштво Србије, Институт друштвених наука итд. Неки од значајних српских етнолога-антрополога су: Јован Цвијић, Тихомир Ђорђевић, Јован Ердељановић, Веселин Чајкановић, Слободан Зечевић, Душан Бандић, Загорка Голубовић, Иван Ковачевић, Слободан Наумовић, Владимир Рибић, Данијел Синани, Марко Миленковић, Александар Бошковић, Лидија Радуловић, Саша Недељковић, Илдико Ердеи, Гордана Горуновић итд.

## Значајни светски антрополози
- Адолф Бастијан
- Алфред Кребер
- Алфред Ретклиф-Браун
- Бронислав Малиновски
- Чарлс Дарвин
- Едвард Тејлор
- Џејмс Фрејзер
- Емил Диркем
- Франц Боас
- Фридрих Рацел
- Јован Цвијић
- Клифорд Герц
- Клод Леви-Строс
- Луис Морган
- Маргарет Мид
- Марсел Мос
- Мери Даглас
- Рут Бенедикт
- Сигмунд Фројд
- Валтазар Богишић
- Жорж Баландије
- Едвард Еванс-Причард

### Речници и енциклопедије
- Fabietti, Ugo (2002). Uvod u antropologiju : od lokalnog do globalnog. Clio. ISBN 978-86-7102-043-5. OCLC 813574718.
- Barnard, Alan; Spencer, Jonathan, ур. (2010). The Routledge Encyclopedia of Social and Cultural Anthropology. London: Routledge.
- Barfield, Thomas (1997). The dictionary of anthropology. Hoboken: Wiley-Blackwell Publishing.
- Jackson, John L. (2013). Oxford Bibliographies: Anthropology. Oxford: Oxford University Press.
- Levinson, David; Ember, Melvin, ур. (1996). Encyclopedia of Cultural Anthropology. Volumes 1–4. New York: Henry Holt.
- Rapport, Nigel; Overing, Joanna (2007). Social and Cultural Anthropology: The Key Concepts. New York: Routledge.

### Белешке и мемоари
- Barley, Nigel (1983). The innocent anthropologist: notes from a mud hut. London: British Museum Publications.
- Geertz, Clifford (1995). After the fact: two countries, four decades, one anthropologist. Cambridge, MA: Harvard University Press.
- Lévi-Strauss, Claude (1967). Tristes tropiques. Translated from the French by John Russell. New York: Atheneum.
- Malinowski, Bronisław (1967). A diary in the strict sense of the term. Translated by Norbert Guterman. New York: Harcourt, Brace & World.
- Mead, Margaret (1972). Blackberry winter: my earlier years. New York: William Marrow.
- —— (1977). Letters from the field, 1925–1975. New York: Harper & Row.
- Rabinow, Paul (1977). Reflections on fieldwork in Morocco. Quantum Books. Berkeley: University of California Press.

### Историје
- Asad, Talal, ур. (1973). Anthropology & the Colonial Encounter. Atlantic Highlands, NJ: Humanities Press.
- Barth, Fredrik; Gingrich, Andre; Parkin, Robert (2005). One Discipline, Four Ways: British, German, French, and American anthropology. Chicago: University of Chicago Press.
- Darnell, Regna. (2001). Invisible Genealogies: A History of Americanist Anthropology. Lincoln, NE: University of Nebraska Press.
- Gisi, Lucas Marco (2007). Einbildungskraft und Mythologie. Die Verschränkung von Anthropologie und Geschichte im 18. Jahrhundert. Berlin; New York: de Gruyter.
- Harris, Marvin. (2001) [1968]. The rise of anthropological theory: a history of theories of culture. Walnut Creek, CA: AltaMira Press.
- Hunt, James (1863). „Introductory Address on the Study of Anthropology”. The Anthropological Review. I.
- Kehoe, Alice B. (1998). The Land of Prehistory: A Critical History of American Archaeology. New York; London: Routledge.
- Lewis, H.S. (1998). „The Misrepresentation of Anthropology and Its Consequences”. American Anthropologist. 100 (3): 716—731. doi:10.1525/aa.1998.100.3.716.
- —— (2004). „Imagining Anthropology's History”. Reviews in Anthropology. v. 33.
- —— (2005). „Anthropology, the Cold War, and Intellectual History”.  Ур.: Darnell, R.; Gleach, F.W. Histories of Anthropology Annual, Vol. I.
- Pels, Peter; Salemink, Oscar, ур. (2000). Colonial Subjects: Essays on the Practical History of Anthropology. Ann Arbor: University of Michigan Press.
- Price, David (2004). Threatening Anthropology: McCarthyism and the FBI's Surveillance of Activist Anthropologists. Durham: Duke University Press..
- Sera-Shriar, Efram (2013). The Making of British Anthropology, 1813–1871. Science and Culture in the Nineteenth Century, 18. London; Vermont: Pickering and Chatto.
- Schiller, Francis (1979). Paul Broca, Founder of French Anthropology, Explorer of the Brain. Berkeley: University of California Press.
- Stocking, George, Jr. (1968). Race, Culture and Evolution. New York: Free Press.
- Trencher, Susan (2000). Mirrored Images: American Anthropology and American Culture, 1960–1980. Westport, Conn.: Bergin & Garvey.
- Wolf, Eric (1982). Europe and the People Without History. Berkeley; Los Angeles: California University Press.

### Уџбеници и кључни теоретски радови
- Clifford, James; Marcus, George E. (1986). Writing culture: the poetics and politics of ethnography. Berkeley: University of California Press.
- Geertz, Clifford (1973). The Interpretation of Cultures. New York: Basic Books.
- Harris, Marvin (1997). Culture, People, Nature: An Introduction to General Anthropology (7th изд.). Boston: Allyn & Bacon.
- Salzmann, Zdeněk (1993). Language, culture, and society: an introduction to linguistic anthropology. Boulder, CO: Westview Press.
- Shweder, Richard A.; LeVine, Robert A., ур. (1984). Culture Theory: essays on mind, self, and emotion. Cambridge, UK: Cambridge University Press.
- Waitz, Theodor (1863). Introduction to Anthropology. Translated by J. Frederick Collingwood for the Anthropological Society of London. London: Longman, Green, Longman, and Roberts.